# Korać-Cup 1988/89
Die Saison 1988/89 war die 18. Spielzeit des Korać-Cup, der von der FIBA Europa ausgetragen wurde.
Den Titel gewann KK Partizan Belgrad aus Jugoslawien. Es war der dritte Triumph im Korać-Cup für Partizan.

## Modus
Es nahmen 32 Mannschaften aus 15 Nationen teil. Nach der Qualifikationsrunde spielten die 32 Teams eine Ausscheidungsrunde. Die Gewinner dieser Spiele qualifizierten sich für die Gruppenphase, die aus vier Gruppen mit je vier Teams bestand. Der Erstplatzierte jeder Gruppe erreichte das Halbfinale, gefolgt vom Finale.
Die Sieger der Spielpaarungen in der Qualifikationsrunde, der 1. Runde und im Halbfinale, sowie des Finals wurden in Hin- und Rückspiel ermittelt.

## 1. Runde (Qualifikation)
|                           | Gesamt  |                              | Hinspiel | Rückspiel   |
| ------------------------- | ------- | ---------------------------- | -------- | ----------- |
| Castors Braine            | 174:175 | DTV Charlottenburg Berlin    | 96:100   | 78:75       |
| Olympiakos Piräus         | 189:131 | Górnik Wałbrzych             | 91:76    | 98:55       |
| TTL Bamberg               | 212:157 | SAM Basket Massagno          | 118:78   | 94:79       |
| Galatasaray Istanbul      | 173:171 | BBC Nyon                     | 98:87    | 75:84       |
| Libertas Liburnia Livorno | 155:161 | Inter Slovnaft Bratislava    | 74:75    | 81:86       |
| Panathinaikos Athen       | 161:158 | Hapoel Holon                 | 85:65    | 76:93       |
| Regenerin Klagenfurt      | 145:231 | Efes Pilsen Istanbul         | 96:130   | 49:101      |
| Lewski Sofia              | 201:163 | Bajai KK                     | 113:76   | 88:87       |
| BC Cuva Houthalen         | 188:190 | Torpan Pojat Helsinki        | 93:87    | 95:103      |
| BBC Sparta Bertrange      | 140:196 | Manchester Eagles            | 68:93    | 72:103      |
| Assubel Mariembourg       | 158:157 | ABC Nantes                   | 88:81    | 70:76       |
| Tofaş SK                  | 127:126 | Szolnoki Honvéd              | 72:62    | 55:64       |
| TJ VŠ Prag                | 170:199 | Pallacanestro Cantú          | 79:93    | 91:106      |
| MIM Livingston            | 164:166 | BV Direktbank Den Helder     | 87:93    | 77:73       |
| Racing Club Paris         | 172:166 | Bayer 04 Leverkusen          | 83:80    | 89:86       |
| Birmingham Bullets        | 156:192 | Cajacanarias La Laguna       | 84:96    | 72:96       |
| Maes Pils Mechelen        | 181:176 | Benfica Lissabon             | 83:75    | 88:95 n. V. |
| ASVEL Basket Lyon         | 161:218 | PAOK Thessaloniki            | 83:93    | 78:125      |
| KK Roter Stern Belgrad    | 188:143 | Fenerbahçe Istanbul          | 101:64   | 87:79       |
| Bellinzona Basket         | 195:217 | Élan Béarnais Orthez         | 105:109  | 90:108      |
| Panionios Athen           | 166:170 | KK Olimpia Ljubljana         | 88:73    | 78:97       |
| CB Estudiantes Madrid     | 181:176 | Estrelas da Avenida Lissabon | 100:71   | 93:75       |

- Freilos:  BK Spartak Plewen

## Teilnehmer
| Teilnehmer       | Teilnehmer | Teilnehmer                | Teilnehmer                | Teilnehmer            | Teilnehmer       |
| Land             | Anzahl     | Mannschaften              | Mannschaften              | Mannschaften          | Mannschaften     |
| ---------------- | ---------- | ------------------------- | ------------------------- | --------------------- | ---------------- |
| Jugoslawien      | 4          | KK Partizan Belgrad       | KK Roter Stern Belgrad    | KK Olimpia Ljubljana  | KK Zadar         |
| Spanien          | 4          | Joventut de Badalona      | Cajacanarias La Laguna    | CB Estudiantes Madrid | CB CAI Saragossa |
| Griechenland     | 3          | Panathinaikos Athen       | Olympiakos Piräus         | PAOK Thessaloniki     |                  |
| Italien          | 3          | Wiwa Vismara Cantù        | Philips Olimpia Milano    | Pallacanestro Varese  |                  |
| Türkei           | 3          | Beşiktaş JK Istanbul      | Efes Pilsen Istanbul      | Tofaş SK              |                  |
| Belgien          | 2          | Assubel Mariembourg       | Racing Maes Pils Mechelen |                       |                  |
| Bulgarien        | 2          | BK Spartak Plewen         | Lewski Sofia              |                       |                  |
| BR Deutschland   | 2          | TTL Bamberg               | DTV Charlottenburg        |                       |                  |
| Frankreich       | 2          | Élan Béarnais Orthes      | Racing Club Paris         |                       |                  |
| Sowjetunion      | 2          | BK Stroitel Kiew          | BK Dinamo Tiflis          |                       |                  |
| England          | 1          | Manchester United BC      |                           |                       |                  |
| Finnland         | 1          | Torpan Pojat Helsinki     |                           |                       |                  |
| Israel           | 1          | Hapoel Tel Aviv           |                           |                       |                  |
| Niederlande      | 1          | BV Direktbank Den Helder  |                           |                       |                  |
| Tschechoslowakei | 1          | Inter Slovnaft Bratislava |                           |                       |                  |

## 2. Runde
|                           | Gesamt     |                           | Hinspiel | Rückspiel    |
| ------------------------- | ---------- | ------------------------- | -------- | ------------ |
| BK Stroitel Kiew          | 188:178    | DTV Charlottenburg Berlin | 106:93   | 82:85        |
| BK Dinamo Tiflis          | 188:189    | Olympiakos Piräus         | 75:96    | 113:93 n. V. |
| TTL Bamberg               | 152:177    | Joventut de Badalona      | 73:94    | 79:83        |
| Galatasaray Istanbul      | 130:167    | CB CAI Saragossa          | 68:72    | 63:95        |
| Inter Slovnaft Bratislava | 182:135    | Hapoel Tel Aviv           | 80:91    | 92:104       |
| Panathinaikos Athen       | 152:167    | Pallacanestro Varese      | 79:76    | 73:91        |
| Lewski Sofia              | 175:218    | KK Partizan Belgrad       | 96:90    | 79:128       |
| Torpan Pojat Helsinki     | 171:220    | Philips Olimpia Milano    | 88:90    | 83:130       |
| Manchester Eagles         | 157:166    | Assubel Mariembourg       | 89:73    | 68:93        |
| Tofaş SK                  | 159:170    | Wiwa Vismara Cantù        | 87:84    | 72:86        |
| BV Direktbank Den Helder  | 168:161    | Racing Club Paris         | 83:85    | 85:76        |
| Cajacanarias La Laguna    | 165:169    | Maes Pils Mechelen        | 81:72    | 84:97        |
| PAOK Thessaloniki         | 0171:171 1 | Roter Stern Belgrad       | 95:85    | 76:86        |
| BK Spartak Plewen         | 178:212    | Élan Béarnais Orthez      | 95:106   | 83:106       |
| Efes Pilsen Istanbul      | 181:208    | KK Zadar                  | 84:123   | 96:85        |
| Olimpia Ljubljana         | 161:162    | CB Estudiantes Madrid     | 96:70    | 65:92        |

## Gruppenphase

### Gruppe A
| Team                     | Sp | S | N | P+  | P-  |
| ------------------------ | -- | - | - | --- | --- |
| 1. KK Partizan Belgrad   | 6  | 6 | 0 | 536 | 498 |
| 2. Pallacanestro Varese  | 6  | 3 | 3 | 504 | 480 |
| 3. Assubel Mariembourg   | 6  | 2 | 4 | 536 | 575 |
| 4. CB Estudiantes Madrid | 6  | 1 | 5 | 505 | 528 |

### Gruppe B
| Team                    | Sp | S | N | P+  | P-  |
| ----------------------- | -- | - | - | --- | --- |
| 1. KK Zadar             | 6  | 5 | 1 | 544 | 493 |
| 2. Joventut de Badalona | 6  | 4 | 2 | 546 | 489 |
| 3. Hapoel Tel Aviv      | 6  | 2 | 4 | 512 | 538 |
| 4. Olympiakos Piräus    | 6  | 1 | 5 | 498 | 580 |

### Gruppe C
| Team                      | Sp | S | N | P+  | P-  |
| ------------------------- | -- | - | - | --- | --- |
| 1. Philips Olimpia Milano | 6  | 6 | 0 | 577 | 479 |
| 2. KK Roter Stern Belgrad | 6  | 3 | 3 | 498 | 541 |
| 3. CB CAI Saragossa       | 6  | 2 | 4 | 506 | 528 |
| 4. Maes Pils Mechelen     | 6  | 1 | 5 | 499 | 532 |

### Gruppe D
| Team                        | Sp | S | N | P+  | P-  |
| --------------------------- | -- | - | - | --- | --- |
| 1. Wiwa Vismara Cantù       | 6  | 5 | 1 | 597 | 530 |
| 2. BK Stroitel Kiew         | 6  | 4 | 2 | 616 | 554 |
| 3. Élan Béarnais Orthes     | 6  | 3 | 3 | 569 | 569 |
| 4. BV Direktbank Den Helder | 6  | 0 | 6 | 470 | 599 |

## Halbfinale
|                     | Gesamt  |                        | Hinspiel | Rückspiel |
| ------------------- | ------- | ---------------------- | -------- | --------- |
| KK Partizan Belgrad | 163:147 | KK Zadar               | 75:63    | 88:84     |
| Wiwa Vismara Cantù  | 160:151 | Philips Olimpia Milano | 95:81    | 65:70     |

## Finale
|                    | Gesamt  |                     | Hinspiel | Rückspiel |
| ------------------ | ------- | ------------------- | -------- | --------- |
| Wiwa Vismara Cantù | 171:177 | KK Partizan Belgrad | 89:76    | 82:101    |

- Final-Topscorer:  Vlade Divac (KK Partizan Belgrad): 58 Punkte